# Geher-Länderkampf der Männer 1969 Schweiz – BR Deutschland – Frankreich
| 10. Leichtathletik-Länderkampf mit bundesdeutscher Beteiligung 1969 | 10. Leichtathletik-Länderkampf mit bundesdeutscher Beteiligung 1969 |
| ------------------------------------------------------------------- | ------------------------------------------------------------------- |
|                                                                     |                                                                     |
| Geher-Vergleich der Männer: :Schweiz – BR Deutschland – Frankreich  |                                                                     |
| Austragungsort                                                      | La Chaux-de-Fonds                                                   |
| Wettbewerbe                                                         | 2                                                                   |
| Datum                                                               | 29. Juni                                                            |
| 1. FRG 2. FRA 3. SUI                                                | 37 Punkte 28 Punkte 27 Punkte                                       |
| Chronik                                                             |                                                                     |
| ← ROU-FRG (F)                                                       | FIN-FRG (M) →                                                       |

Im zehnten Vergleich des Länderkampfjahres 1969 bestritten die bundesdeutschen Geher ihren dritten und letzten Vergleich dieser Saison. Am 29. Juni, dem Termin, an dem auch der Länderkampf der Frauen gegen Rumänien stattfand, trafen sie in La Chaux-de-Fonds auf die Schweiz und Frankreich. Die ersten beiden Aufeinandertreffen zwischen diesen drei Ländern hatte die Bundesrepublik Deutschland jeweils für sich entschieden.

## Wettbewerbe und Modus
Auch in dieser Begegnung standen wie gewohnt zwei Wettbewerbe auf dem Programm. Vorgesehen waren Straßengehen über 20 und 50 Kilometer. Doch die Rundstrecke für den 50-km-Parcours erwies sich während des Wettbewerbs als rund zweihundert Meter zu kurz. Dadurch betrug die zurückgelegte Strecke am Ende nur 44 Kilometer. Nach den üblichen Regeln kamen von vier Startern je Land in den beiden Wettbewerben die jeweils besten drei in die Wertung. Der erste Rang brachte zehn Punkte, der zweite acht, der dritte sieben, der vierte sechs usw.

## Ergebnis
Auf der 20-km-Strecke gab es eine Schweizer Sieg, auf der 44-km-Distanz war eine Franzose vorn. Doch die bundesdeutschen Geher waren in beiden Wettbewerben mit den Rängen zwei, vier und sieben (20 Kilometer) bzw. zwei, vier und sechs (50 Kilometer) so gut platziert, dass sie beide Disziplinen für sich entschieden. Mit 37 Punkten gewann die Bundesrepublik Deutschland diesen dritten Geher-Vergleich der drei Länder vor Frankreich (28 Punkte) und der Schweiz (27 Punkte).

## Legende
Kurze Übersicht zur Bedeutung der Symbolik – so üblicherweise auch in sonstigen Veröffentlichungen verwendet:
| DSQ | disqualifiziert |

## Resultate

### 20-km-Straßengehen
| Platz | Athlet              | Land | Zeit (h)        |
| ----- | ------------------- | ---- | --------------- |
| 01    | René Pfister        | SUI  | 1:35:41         |
| 02    | Heinz Mayr          | FRG  | 1:36:15         |
| 03    | Karl-Heinz Pape     | FRG  | 1:38:22         |
| 04    | Hans Fenner         | SUI  | 1:40:34         |
| 05    | Joël Riskiewicz     | FRA  | 1:40:38         |
| 06    | Jean-Claude Decosse | FRA  | 1:42:59         |
| 07    | Ludwig Erras        | FRG  | 1:43:45         |
| 08    | Florian Monney      | SUI  | 1:44:26         |
| 09    | Jacques Arnoux      | FRA  | 1:45:47         |
| 10    | Gabriel Russaouen   | FRA  | 1:46:13         |
| 11    | Alfred Badel        | SUI  | 1:48:22         |
| DSQ   | Bernhard Nermerich  | FRG  | nach etwa 14 km |

### 44-km-Straßengehen
| Platz | Athlet            | Land | Zeit (h) |
| ----- | ----------------- | ---- | -------- |
| 01    | Henri Delerue     | FRA  | 3:45:04  |
| 02    | Gerhard Weidner   | FRG  | 3:45:50  |
| 03    | Gerd Schuth       | FRG  | 3:54:46  |
| 04    | Manfred Aeberhard | SUI  | 3:56:40  |
| 05    | Guy Bailly        | FRA  | 3:57:29  |
| 06    | Jörg Voswinckel   | FRG  | 3:59:45  |
| 07    | Maurice Guyot     | FRA  | 4:02:08  |
| 08    | Michel Vallotton  | SUI  | 4:03:20  |
| 09    | Nesty Fischer     | FRA  | 4:03:35  |
| 10    | Uwe Gatermann     | FRG  | 4:04:05  |
| 11    | Max Grob          | SUI  | 4:05:33  |
| 12    | Paul Siffert      | SUI  | 4:17:27  |